# Hugh Hughes
Hugh Hughes (1790?–1863) – walijski pisarz, malarz oraz grawer.

## Życie
Urodzony w Pwllygwichiad, w pobliżu Llandudno, był synem Thomasa Hughesa. Jego matka ochrzciła go w Llandudno, 20 lutego 1790. Stracił swoich rodziców w młodości. Został wychowany przez swojego dziadka Hugh Williams. Hughes uczył się do zawodu grawera w Liverpoolu. Stamtąd przeprowadził się do Londynu, gdzie brał lekcje malunku.
Huges spędził trzy lata w Meddiant Farm pracując nad swoim obrazem „Piękności Cambrii” – jego najbardziej znanym obrazie. Powrócił do Londynu po 1823. Radykalny w kwestiach religii oraz polityki podpisał petycję popierającą prawo rozluźniające dyskryminację przeciw katolikom w 1828 roku. Londyński przywódca Walijskich Kalwinistów później wykluczył malarza ze społeczności. Hugh skomentował później tę nietolerancję w swoich listach do Seren Gomer. Na spotkaniu delegatów Kalwinistycznych Metodystów w Balii, w 1831, została przegłosowana rezolucja, która odrzucała wcześniejsze wydalenia członków za ich przekonania polityczne. Nie dotyczyło to jednak Hughesa.
Hughes zmarł w Great Malvern 11 marca 1863 roku i został tam pochowany.

## Dzieła
Najwcześniejszą znanym dziełem Hughes jest portret Johna Evansa (1723-1817) z Balii, który został wygrawerowany w trzecim woluminie Dysorfy.
Najważniejsze drzeworyty autora pojawiają się w jego Pięknościach Cambrii z 1823 roku, w którym wszystkie krajobrazy zostały wyryte przez niego, z czego 58 na podstawie jego własnych rysunków. Był porównywany do Thomasa Bewicka. Tworzył także litografie walijskich krajobrazów.
Hughes opublikował także:
- Hynafion Cymreig, Carmarthen, 1823.
- Y Trefnyddion a’r Pabyddion, 1828(?).
- Wyukłady wygłoszone przed London Cymmrodorionu, w Seren Gomer, 1831.
- Y Papur Newydd Cymreig, 1836
- Y Drefn i Ddyogelu purdeb Bywyd, 1849.
- The Genteelers
- Yr Eglwys yn yr Awyr, esej w Y Traethodydd, 1853.

Edytował także trzy woluminy kazań wygłoszonych przez jego teścia, Davida Charlesa.